# Оссовский, Пётр Павлович
Пётр Па́влович Оссо́вский (18 мая 1925, Малая Виска, Зиновьевский округ, Украинская ССР, СССР — 1 августа 2015, Псков, Россия) — советский и российский художник-живописец. Академик РАХ (с 1995; член-корреспондент с 1988 года). Народный художник СССР (1989). Заслуженный художник Украины (2012). Лауреат Государственной премии СССР (1985).

## Биография
Пётр Оссовский родился 18 мая 1925 года в Малой Виске (ныне  Новоукраинский район Кировоградской области, Украина).
В 1944 году окончил Московскую среднюю художественную школу. В 1944—1950 годах обучался в Государственном художественном институте имени В. И. Сурикова (мастерская С. В. Герасимова).
С 1954 года — участник выставок.
В 1961 году совершил творческую поездку на Кубу и в Мексику.
Академик РАХ (1995; член-корреспондент 1988). Член Союза художников СССР с 1956 года. 1-й секретарь правления Союза художников РСФСР (1971—1976). Секретарь правления Союза художников СССР (1984—1991).
Произведения живописца находятся в Государственной Третьяковской галерее, Государственном Русском музее, Дрезденской галерее, Псковской картинной галерее (специальный зал), Московском музее современного искусства, художественных музеях России и стран СНГ, а также в частных и государственных коллекциях Германии, Болгарии, Польши, Чехии, Англии, Словакии, Италии, Испании, Финляндии, Японии, США, Египта, Израиля, Венесуэлы.

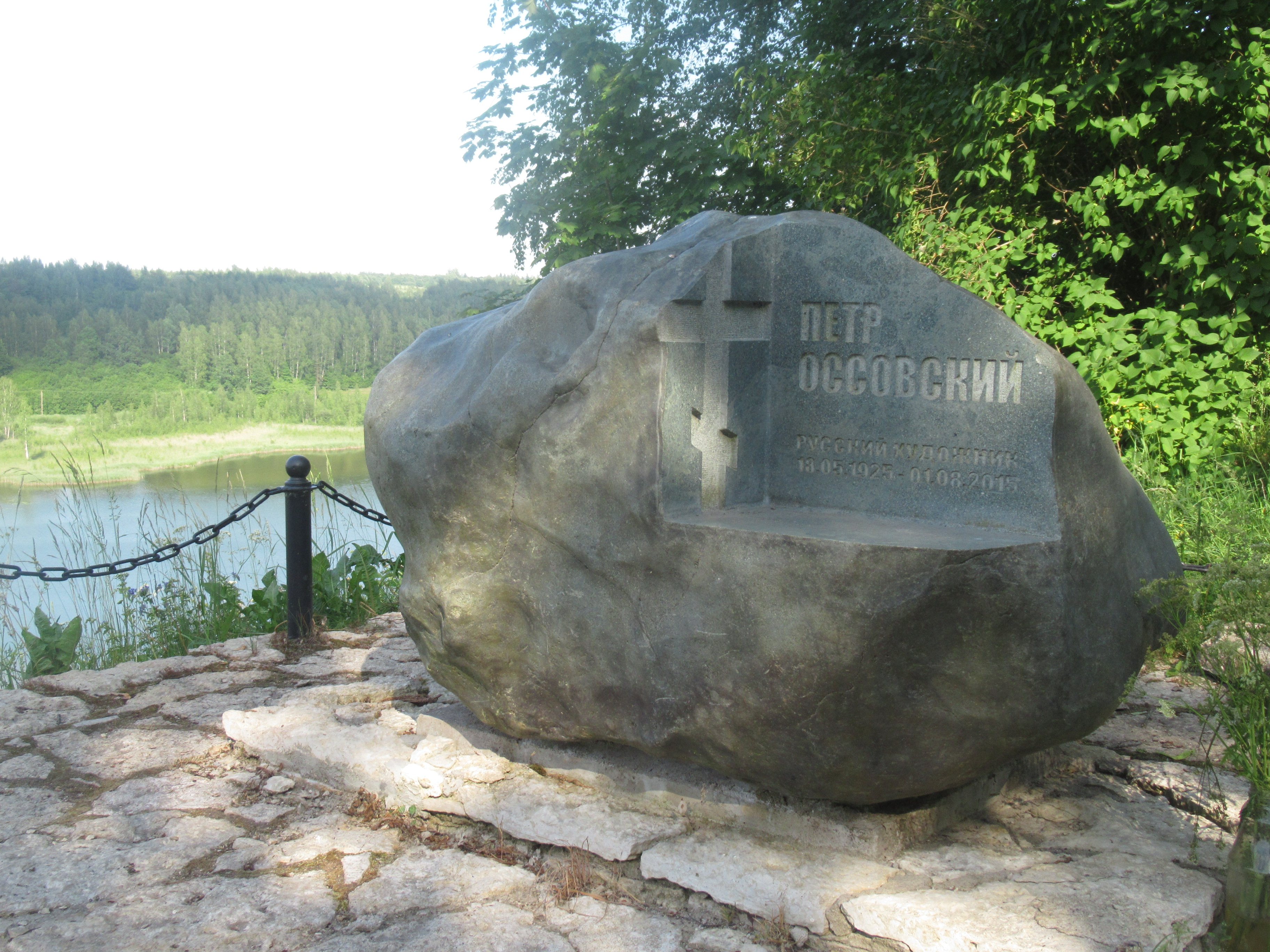
Могила Петра Оссовского в Изборске

Художник изобразил на картине своего друга — советского и российского художника Дмитрия Жилинского «У моря. Семья» (1964).
Скончался 1 августа 2015 в Пскове. Похоронен в Изборске Псковской области на Труворовом городище.

### Семья
- Дочь — Мария Петровна Оссовская (род. 1960), актриса, педагог, профессор Театрального института им. Б. Щукина, заслуженный работник культуры Российской Федерации, заслуженный деятель искусств Кабардино-Балкарской Республики, заслуженный деятель культуры Республики Южная Осетия.
- Сын — Сергей Петрович Оссовский (род. 1958), живописец, педагог, старший преподаватель Института им. В. И. Сурикова. Действительный член PAX (2007).

## Награды и звания
- Заслуженный художник РСФСР (1970)
- Народный художник РСФСР (1975)
- Народный художник СССР (1989)
- Заслуженный художник Украины (2012) — за значительный личный вклад в социально-экономическое, научно-техническое, культурно-образовательное развитие Украинского государства, весомые трудовые достижения, многолетний добросовестный труд[3]
- Государственная премия СССР (1985) — за цикл картин «Московский Кремль» (1979—1985)
- Орден «За заслуги перед Отечеством» III степени (2012) — за большой вклад в развитие отечественного изобразительного искусства и многолетнюю творческую деятельность[4]
- Орден «За заслуги перед Отечеством» IV степени (2005) — за большой вклад в развитие отечественной культуры и искусства, многолетнюю творческую деятельность[5]
- Орден Почёта (2001) — за многолетнюю плодотворную деятельность в области культуры и искусства, большой вклад в укрепление дружбы и сотрудничества между народами[6]
- Орден Дружбы (1995) — за заслуги перед государством, успехи, достигнутые в труде, большой вклад в укрепление дружбы и сотрудничества между народами[7]
- Орден «Знак Почёта» (1968)
- Орден «Кирилл и Мефодий» I степени (1978, НРБ)
- Орден преподобного Андрея Рублёва 3 степени (РПЦ)
- Серебряная медаль АХ СССР — за серию работ о Кубе (1963)
- Золотая медаль Российской академии художеств (за персональную выставку к 70-летию со дня рождения, (1997))
- Орден «За служение искусству» (2012, Российская академия художеств)
- Международная премия им. М. А. Шолохова (2006)
- Золотая медаль итальянской Академии искусств — за серию «Славянские портреты» (1979)
- Почётный член Словацкого союза художников (1976)
- Почётный гражданин Пскова (2008).

## Творчество
Особую роль в формировании П. Оссовского как художника сыграл живописец и талантливый педагог С. В. Герасимов, в мастерской которого он занимался. Не одно поколение молодых художников было поощрено Герасимовым в стремлении изображать жизнь без прикрас, фальшивого блеска и слащавой сентиментальности. «Земля и люди, на ней живущие» — так художник определил основную направленность своих творческих поисков. Характерная особенность творческого метода художника — работа над большими сериями, циклами. В этом проявилось его постоянное желание как можно шире и глубже «осмыслить» материал. Серийность позволяла художнику «высказаться», донести свою мысль о связи поколений, о преемственности ценных духовных, моральных качеств народа.
Всю свою жизнь художник создавал одно эпическое повествование, посвященное знаменательным датам в истории России, её героическим и трагическим страницам, русским людям и родной земле, которую он открыл для себя на древней Псковщине, напоённой глубокой истинной красотой и суровым былинным величием.

### Основные произведения
- «В районном центре» (1956)
- «На городской окраине» (1957)
- «Велосипедист» (1959)
- «Три поколения» (1960)
- «Салют Победы» (1985)
- Серия «Куба» и «Мексика»(1961)
- Цикл «На земле древнего Пскова»
- Цикл «Баллада о России»
- Цикл «Болгарские новеллы»
- Цикл «Московский Кремль» (Госпремия СССР):
  - «Золотой Кремлёвский холм»
  - «Века проходят над Кремлем»
  - «Солнце над Красной площадью»
  - «Дворцовая площадь»
- Серия «Славянские портреты» (1978)
- Серия «Люди Сибири»
- Триптих «Пушкинская элегия»
- Триптих «Баллада о революции»
- Триптих «Подвижники старого обряда»
- Триптих «Страсти по вере»
- Триптих «Моя Родина — степная Эллада»
- Триптих «Памятник поэту»
- Триптих «Мексика» (1961)
- Триптих «Белые храмы Пскова» (1987)
- Триптих «Августовские грозы» (2005)
- Триптих «История Красной державы» (2006)
- «Радужный триптих» (2006)
- Триптих «Аввакум» (2013)
- Полиптих «Матери» (2006)
- Полиптих «Грозы ушедшего века»
- Цикл «Рубежи жизни Родины» (1970-е)
- Триптих «Баллада о Революции» (1986)
- «История Красной Державы» (2006)
- Псковская Трилогия («Рыбаки» (1966—1975), «Сыновья» (1969—1975), «Кузнецы» (1967—1975))
- Триптих «Озаренные светом Победы» (1980)
- Серия «Виды Московского Кремля» (1980-е)
- Триптих «Озерные Грозы»
- Полиптих «Грозы ушедшего века» (2015).

В 2012 году к 1150-летию со дня первого упоминания в летописи древнего русского города Изборска, художник осуществил уникальный замысел — «Росписи Изборской Палаты — Русской словесности и православной веры», являющийся живописным памятником могучим духовным твердыням, на которых всегда стояла Россия.
В 2013 году, продолжая и развивая тему целостности и единства идеи и исполнения, мастер создал «Русскую Палату», — росписи одного из залов Егорьевского историко-художественного музея.

## Персональные выставки
- Москва (1964, 1978, 1983, 1985, 1996, 2010, 2015)
- Санкт-Петербург (2006)
- Польша (1965)
- Италия (1966)
- Чехословакия (1975)
- Финляндия (1984)
- Германия (1987)
- Испания (1992) и многие другие

## Книги П. П. Оссовского
- На земле древнего Пскова: Записные книжки художника. Псков, 2003;
- Моя художественная жизнь: Альбом живописных полотен… М., 2005.